# Chiesa di San Donnino (Montecchio Emilia)
La chiesa di San Donnino martire è un edificio di culto cattolico situato in via Franchini a Montecchio Emilia, in provincia di Reggio Emilia. La chiesa è sede della parrocchia omonima del vicariato della Val d'Enza della diocesi di Reggio Emilia-Guastalla.

## Storia
La chiesa sorse probabilmente come oratorio alla fine del IX secolo e fu ricostruita alla fine dell'XI secolo in stile romanico. Fu una pieve, ricordata in un documento del 1233 come "plebis di Monticulo", dotata di fonte battesimale.
La chiesa venne ricostruita tra il 1596 e il 1600, invertendo l'orientamento originale, e le fu aggiunto un campanile, completato nel 1948. Nel 1613 venne ricostruita la canonica.

## Descrizione

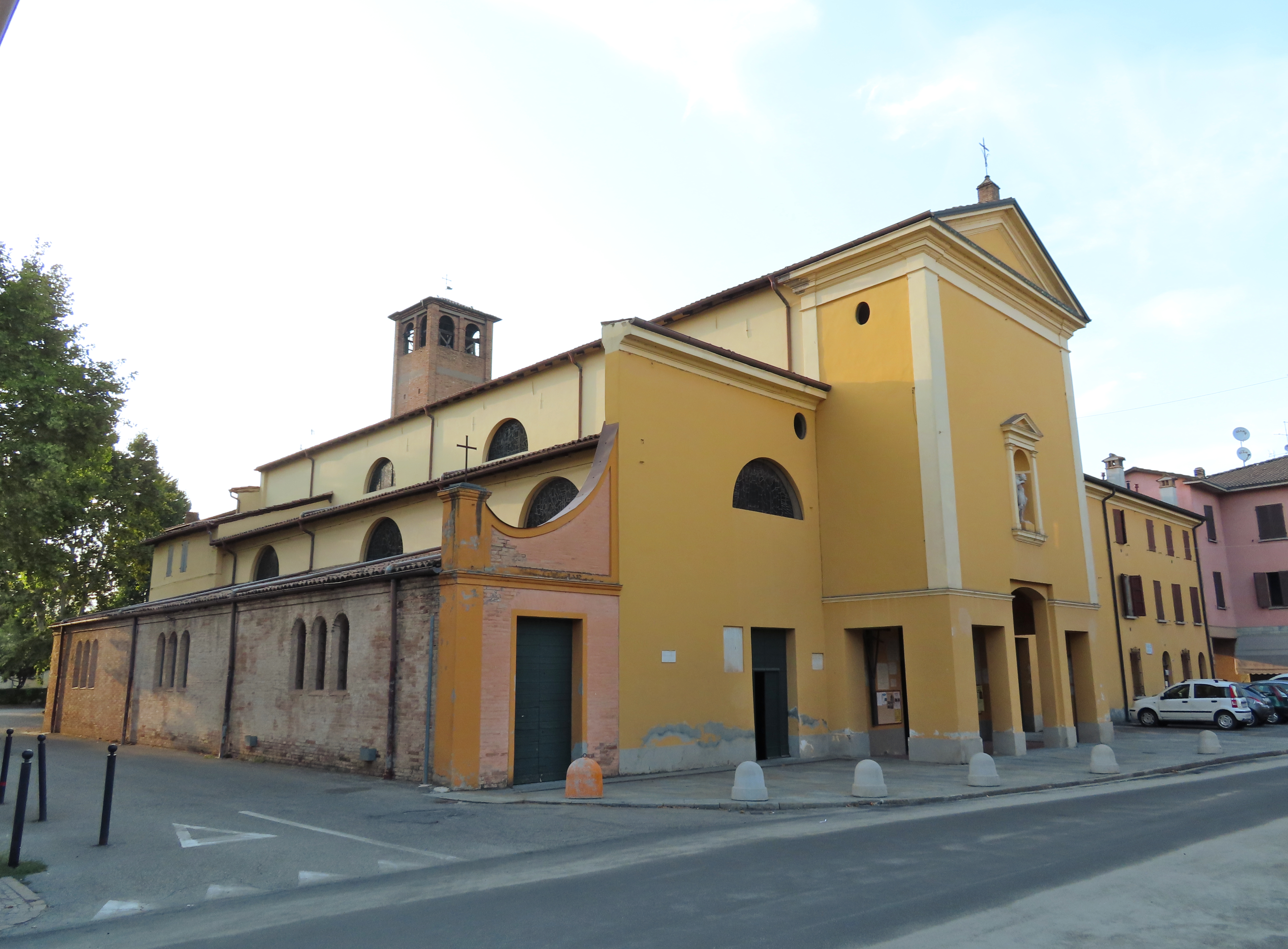
Facciata e lato sud

La facciata presenta un avancorpo centrale sopra un portico a pilastri che ospita il portale di accesso alla navata centrale, sormontato al centro da una nicchia con la statua del santo. Le navate laterali hanno accessi indipendenti ai lati del portico.

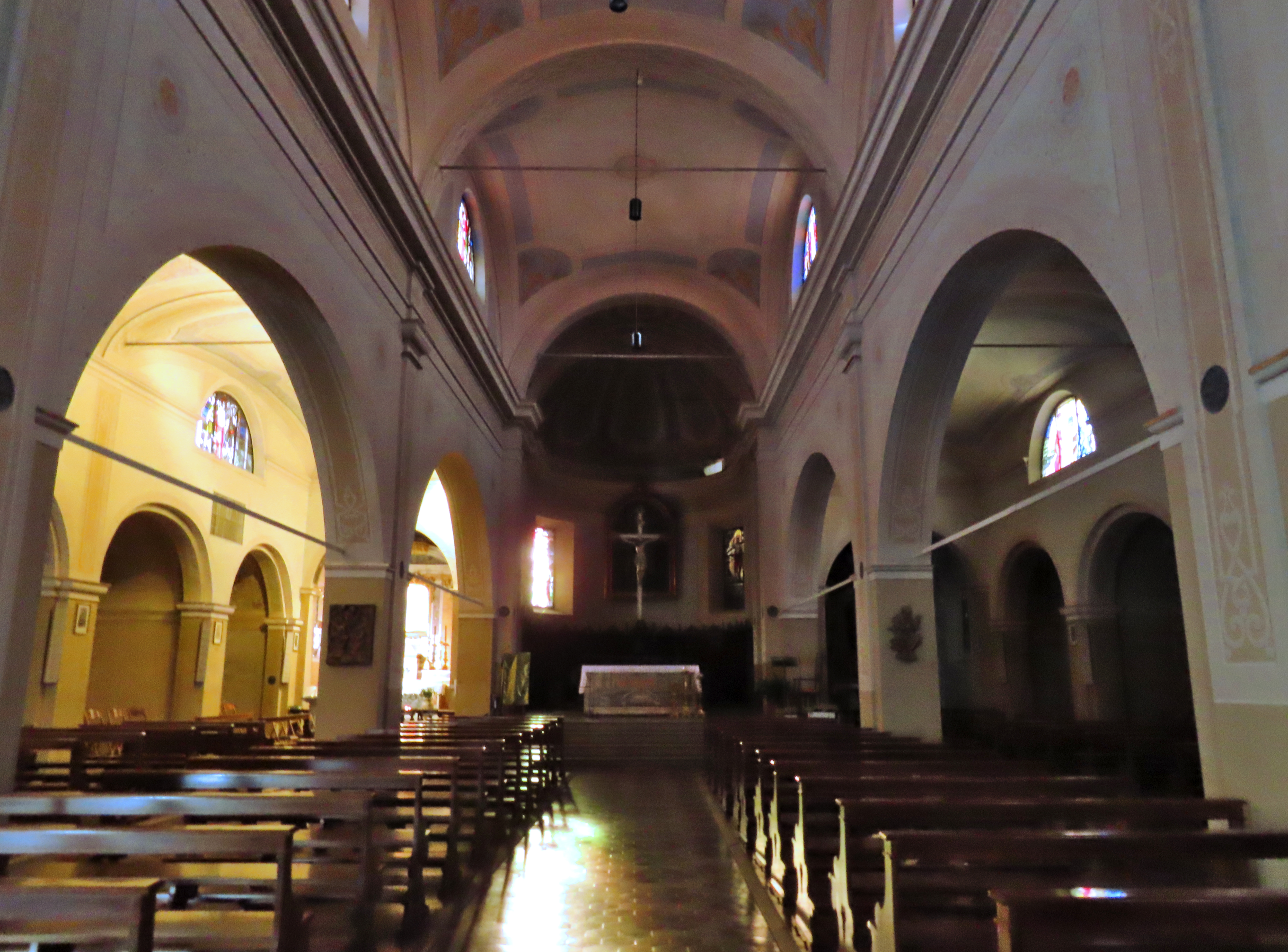
Navata centrale

L'interno è a tre navate divise da pilastri che sostengono archi ribassati, con sei cappelle per lato. In fondo alla navata centrale, coperta da volte a vela, si trova il presbiterio, terminante in un'abside semicircolare , che ospita un coro ligneo ottocentesco. Ai lati del presbiterio si trovano altre due cappelle dedicate una alla Madonna delle Grazie nella quale è riposto il Santissimo Sacramento e l'altra a San Francesco d'Assisi.
Il coro ligneo in noce è opera degli ebanisti intagliatori Brindani di Montecchio. La grande croce che pende dal soffitto è in legno dipinto con pigmento bianco mentre il crocifisso è in carta pesta policroma.
Tutte le vetrate della chiesa sono opera novecentesca di preziosa tradizione artigianale dei F.lli Poli di Verona e rappresentano un ciclo unitario completo dei temi fondativi dell'esperienza cristiana.
L'altare maggiore, spostato in seguito alla riforma liturgica nel XX secolo, è decorato anteriormente da un paliotto settecentesco al cui centro si nota la figura del soldato Donnino, con la testa in mano e una croce al posto della testa. La scena disegnata nel paliotto è invitante e stimola ad entrare. Chi entra in questa chiesa deve sentirsi un pellegrino in cammino verso il Signore e la chiesa deve significare questa escatologia dell'assemblea.
Il presbiterio ospita la tela di Jean-Baptiste Le Bel con San Donnino, del 1720. In una delle cappelle laterali si conserva il fonte battesimale del XII secolo. La Pieve è aggregata alla diocesi di Reggio Emilia e in seguito fu dichiarata di libera collocazione indipendente dal Vicario soggetta direttamente al Vescovo (1828). Il fonte battesimale risalente all'XI secolo viene collocato nell'attuale ubicazione (1865).
Per avere una visione completa delle foto della chiesa vedi il sito "Istituto Comprensivo di Montecchio Emilia"